# Open GDF Suez 2013
Open GDF Suez 2013 — жіночий професійний тенісний турнір, що проходив на закритих кортах з твердим покриттям. Це був 21-й турнір Open GDF Suez (раніше відомий як Open Gaz de France). Належав до категорії Premier в рамках Туру WTA 2013. Відбувся на стадіоні П'єр де Кубертен у Парижі (Франція) з 26 січня до 3 лютого 2013 року.

## Очки і призові

### Нарахування очок
| Дисципліна       | П   | Ф   | ПФ  | ЧФ  | 1/8 | 1/16 | Q   | Q3  | Q2  | Q1  |
| Одиночний розряд | 470 | 320 | 200 | 120 | 60  | 1    | 20  | 12  | 8   | 1   |
| Парний розряд    | 470 | 320 | 200 | 120 | 1   | Н/Д  | Н/Д | Н/Д | Н/Д | Н/Д |

### Призові гроші
| Дисципліна       | П       | Ф       | ПФ      | ЧФ      | 1/8    | 1/16   | Q3     | Q2     | Q1   |
| Одиночний розряд | €94,355 | €50,242 | €26,815 | €14,385 | €7,726 | €4,911 | €2,202 | €1,169 | €653 |
| Парний розряд *  | €29,435 | €15,711 | €8,589  | €4,375  | €2,371 | Н/Д    | Н/Д    | Н/Д    | Н/Д  |

* на пару

## Учасниці основної сітки в одиночному розряді

### Сіяні
| Країна     | Гравчиня           | Рейтинг1 | Сіяна |
| ---------- | ------------------ | -------- | ----- |
| Італія     | Сара Еррані        | 7        | 1     |
| Чехія      | Петра Квітова      | 8        | 2     |
| Франція    | Маріон Бартолі     | 11       | 3     |
| Словаччина | Домініка Цібулкова | 14       | 4     |
| Італія     | Роберта Вінчі      | 16       | 5     |
| Чехія      | Луціє Шафарова     | 17       | 6     |
| Німеччина  | Юлія Гергес        | 18       | 7     |
| Чехія      | Клара Закопалова   | 22       | 8     |

- 1 Рейтинг подано станом на 14 січня 2013

### Інші учасниці
Нижче наведено учасниць, які отримали вайлд-кард на участь в основній сітці:
- Петра Квітова
- Крістіна Младенович
- Полін Пармантьє
- Луціє Шафарова

Нижче наведено гравчинь, які пробились в основну сітку через стадію кваліфікації:
- Моніка Нікулеску
- Віржіні Раззано
- Магдалена Рибарикова
- Стефані Фегеле

Учасниці, що потрапили до основної сітки як щасливий лузер:
- Кікі Бертенс

### Відмовились від участі
До початку турніру
- Луціє Градецька (вірусне захворювання)
- Кая Канепі
- Вінус Вільямс (травма спини)

### Знялись
- Кікі Бертенс (травма спини)
- Магдалена Рибарикова (вірусне захворювання)

## Учасниці основної сітки в парному розряді

### Сіяні
| Країна    | Гравчиня          | Країна  | Гравчиня          | Рейтинг1 | Сіяна |
| --------- | ----------------- | ------- | ----------------- | -------- | ----- |
| Італія    | Сара Еррані       | Італія  | Роберта Вінчі     | 2        | 1     |
| Чехія     | Андреа Главачкова | США     | Лізель Губер      | 12       | 2     |
| Німеччина | Юлія Гергес       | Румунія | Моніка Нікулеску  | 53       | 3     |
| Чехія     | Квета Пешке       | Польща  | Алісія Росольська | 62       | 4     |

- 1 Рейтинг подано станом на 14 січня 2013

### Інші учасниці
Нижче наведено пари, які отримали вайлдкард на участь в основній сітці:
- Жюлі Куен /  Полін Пармантьє
- Петра Квітова /  Яніна Вікмаєр

### Знялись
Під час турніру
- Луціє Шафарова (травма правого коліна)

## Переможниці

### Одиночний розряд
- Мона Бартель —  Сара Еррані, 7–5, 7–6(7–4)

### Парний розряд
- Сара Еррані /  Роберта Вінчі —  Андреа Главачкова /  Лізель Губер, 6–1, 6–1